# باشگاه ورزشی براگا
باشگاه ورزشی براگا (به پرتغالی: Sporting Clube de Braga) یک باشگاه ورزشی در شهر براگا در پرتغال می‌باشد. تیم فوتبال این باشگاه در دههٔ ۲۰۰۰ کم کم به یکی از موفق‌ترین باشگاه‌های پرتغال پس از سه بزرگ فوتبال پرتغال تبدیل شد. تیم فوتبال این باشگاه در ورزشگاه شهری براگا بازی می‌کند.
این باشگاه همچنین در رشته‌های بسکتبال، تکواندو، دو و میدانی، شنا، فوتسال و والیبال فعالیت دارد.
این باشگاه در ۱۹ ژانویه ۱۹۲۱ بنیان نهاده شده‌است. همچنین باشگاه فوتبال براگا بی، در سگوندا لیگا به عنوان تیم ذخیره این باشگاه فعالیت دارد.

## افتخارات

### ملی
- لیگ برتر فوتبال پرتغال

- نایب قهرمان: ۲۰۰۹–۱۰

- جام حذفی فوتبال پرتغال

- قهرمان: ۱۹۶۵–۶۶, ۲۰۱۵–۱۶, ۲۰۲۰–۲۱
- نایب قهرمان: ۱۹۷۶–۷۷, ۱۹۸۱–۸۲, ۱۹۹۷–۹۸, ۲۰۱۴–۱۵

- لیگ کاپ پرتغال

- قهرمان: ۲۰۱۲–۱۳, ۲۰۱۹–۲۰
- نایب قهرمان: ۲۰۱۶–۱۷, ۲۰۲۰–۲۱

- سوپر جام فوتبال پرتغال

- نایب قهرمان: ۱۹۸۲, ۱۹۹۸, ۲۰۱۶, ۲۰۲۱

- لیگ دسته دوم فوتبال پرتغال[۵]

- قهرمان: ۱۹۴۶–۴۷, ۱۹۶۳–۶۴

### بین‌المللی
- جام اینترتوتو

- قهرمان: ۲۰۰۸ (Outright Winner)

- لیگ اروپا

- نایب قهرمان: ۲۰۱۰–۱۱